# ChAngE
chAngE는 2010년 9월 1일에 발매된 일본 싱어송라이터 miwa (가수)의 노래이다. 이 노래는 블리치 애니메이션 시리즈의 오프닝 트랙으로 가장 잘 알려져 있다.

## 가사 및 영감
이 노래는 경쾌한 팝 록 곡이다. 이 노래는 "I want Change"라는 영어 문구를 제외하고는 모두 일본어로 작성되었다. 가사에는 '좀 더 (자신을) 닮아가려고' 변하고 싶다는 마음을 표현한 가사가 담겨 있다. 노래 제목에서 대문자로 표시된 문자 a와 e는 어쿠스틱 기타에서 일렉트릭 기타로의 miwa의 변화를 나타낸다. 이번 릴리스에 사용된 기타(guitar) miwa는 Joan Jett Model Gibson Melody Maker였다.

## 곡 목록
전체 작사·작곡: miwa
| #            | 제목                                               | 편곡             | 재생 시간 |
| ------------ | -------------------------------------------------- | ---------------- | --------- |
| 1.           | 〈Change〉                                         | Naoki-T          | 4:09      |
| 2.           | 〈You Can Do It!〉                                 | Akihisa Matsuura | 3:55      |
| 3.           | 〈Amayadori〉 (あまやどり "Shelter from the Rain") | Quatre-M         | 4:01      |
| 4.           | 〈Change (Instrumental)〉                          | Naoki-T          | 4:09      |
| 총 재생 시간 | 총 재생 시간                                       | 총 재생 시간     | 16:20     |